# Christoph Ernst
 (janvier 2016).
Pour les articles homonymes, voir Ernst.
Christoph Ernst est un écrivain allemand né le 9 janvier 1958 à Hambourg. 

## Biographie
Christoph Ernst a étudié l’histoire à New York avant de devenir gestionnaire culturel, journaliste et conférencier. Après quelques années passées à Berlin, il est retourné vivre dans sa ville natale.  